# Perserikatan
La Perserikatan fue la primera división de fútbol de Indonesia de 1930 a 1994 organizada por la Asociación de Fútbol de Indonesia, la cual involucraba centenares de equipos divididos en siete regiones a nivel aficionado. La liga fue reemplazada por la Liga Indonesia en 1994.

## Historia
La liga fue creada el 19 de abril de 1930 y su nombre significaba Campeonato de Fútbol Inter-Asociaciones durante el periodo de las Indias Orientales Neerlandesas, liga de la que surguieron equipos como VIJ Jakarta, BIVB Bandung, IVBM Magelang, MVB Makassar, SIVB Surabaya y VVB Solo. Antes del surgimiento de la Perserikatan se jugaba el Campeonato Inter-Ciudades de las Indias Orientales Neerlandesas, liga compuesta por jugadores de ascendencia neerlandesa y era organizado por la Nederlands Indische Voetbal Bond.
De 1951 a 1979 la liga era conocida como Kejurnas PSSI (Campeonato Nacional PSSI), de 1980 a 1984 era la Divisi Utama PSSI (Primera División PSSI). En 1994 tras 60 temporadas es fusionada con la Galatama para dar origen a la Liga Indonesia.

## Lista de Campeones
| Temporada | Campeón                      | Finalista                    |
| --------- | ---------------------------- | ---------------------------- |
| 1930      | VIJ Batavia                  | SIVB Surabaya                |
| 1931      | VIJ Batavia                  | PSIM Yogyakarta              |
| 1932      | PSIM Yogyakarta              | VIJ Batavia                  |
| 1933      | VIJ Batavia                  | Persib Bandung               |
| 1934      | VIJ Batavia                  | Persib Bandung               |
| 1935      | Persis Solo                  | PPVIM Meester Cornelis       |
| 1936      | Persis Solo                  | Persib Bandung               |
| 1937      | Persib Bandung               | Persis Solo                  |
| 1938      | VIJ Batavia                  | Persebaya Surabaya           |
| 1939      | Persis Solo                  | PSIM Yogyakarta              |
| 1940      | Persis Solo                  | PSIM Yogyakarta              |
| 1941      | Persis Solo                  | Persebaya Surabaya           |
| 1942      | Persis Solo                  | Persebaya Surabaya           |
| 1943      | Persis Solo                  | PSIM Yogyakarta              |
| 1944–49   | No se jugó                   | No se jugó                   |
| 1950      | Persib Bandung               | Persebaya Surabaya           |
| 1951      | Persebaya Surabaya           | PSM Makassar                 |
| 1952      | Persebaya Surabaya           | Persija Jakarta              |
| 1953–54   | Persija Jakarta              | PSMS Medan                   |
| 1955–57   | PSM Makassar                 | PSMS Medan                   |
| 1957–59   | PSM Makassar                 | Persib Bandung               |
| 1959–61   | Persib Bandung               | PSM Makassar                 |
| 1962–64   | Persija Jakarta              | PSM Makassar                 |
| 1964–65   | PSM Makassar                 | Persebaya Surabaya           |
| 1965–66   | PSM Makassar                 | Persib Bandung               |
| 1966–67   | PSMS Medan                   | Persib Bandung               |
| 1968–69   | PSMS Medan                   | Persija Jakarta              |
| 1969–71   | PSMS Medan                   | Persebaya Surabaya           |
| 1971–73   | Persija Jakarta              | Persebaya Surabaya           |
| 1973–75   | Persija Jakarta y PSMS Medan | Persija Jakarta y PSMS Medan |
| 1975–78   | Persebaya Surabaya           | Persija Jakarta              |
| 1978–79   | Persija Jakarta              | PSMS Medan                   |
| 1980      | Persiraja Banda Aceh         | Persipura Jayapura           |
| 1981–82   | No se jugó                   | No se jugó                   |
| 1983      | PSMS Medan                   | Persib Bandung               |
| 1984      | No se jugó                   | No se jugó                   |
| 1985      | PSMS Medan                   | Persib Bandung               |
| 1986      | Persib Bandung               | Perseman Manokwari           |
| 1986–87   | PSIS Semarang                | Persebaya Surabaya           |
| 1987–88   | Persebaya Surabaya           | Persija Jakarta              |
| 1988–89   | No se jugó                   | No se jugó                   |
| 1989–90   | Persib Bandung               | Persebaya Surabaya           |
| 1990–91   | No se jugó                   | No se jugó                   |
| 1991–92   | PSM Makassar                 | PSMS Medan                   |
| 1992–93   | No se jugó                   | No se jugó                   |
| 1993–94   | Persib Bandung               | PSM Makassar                 |

- Fuente:[4][5]